# República Dominicana nos Jogos Olímpicos de Verão de 1996
República Dominicana participou dos Jogos Olímpicos de Verão de 1996 em Atlanta, Estados Unidos.

## Desempenho

### Atletismo
Masculino
| Prova          | Atleta | Preliminares | Preliminares | Quartas     | Quartas     | Semifinal   | Semifinal   | Final       | Final       |
| Prova          | Atleta | Marca        | Posição      | Marca       | Posição     | Marca       | Posição     | Marca       | Posição     |
| -------------- | ------ | ------------ | ------------ | ----------- | ----------- | ----------- | ----------- | ----------- | ----------- |
| Alberto Mendez | 100 m  | 10s60        | 6º/bat. 8    | Não avançou | Não avançou | Não avançou | Não avançou | Não avançou | Não avançou |